# Lorenz Bruno Puntel

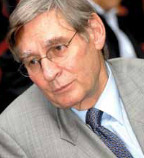
Lorenz Puntel (2018)

Lorenz (Lorencino) Bruno Puntel ([pũˈtɛl]; * 22. September 1935 in Sobradinho (Rio Grande do Sul), Brasilien; † 16. Juli 2024 in Augsburg) war ein deutscher Hochschullehrer und Philosoph mit Arbeitsschwerpunkten in der vorkantischen, insbesondere christlichen metaphysischen Tradition, dem deutsch-idealistischen Systemdenken und der analytischen Philosophie.

## Leben
Puntel studierte in München, Innsbruck, Wien, Paris und Rom Philosophie, Theologie, Altphilologie und Psychologie, schloss das Philosophiestudium 1968 in München mit der Promotion ab und promovierte zudem 1969 an der Universität Innsbruck in katholischer Theologie. 1971 habilitierte er sich in München und wurde, nachdem er zuvor Professor an der Hochschule für Philosophie München gewesen war, 1975 Professor am Institut für Philosophie der Universität München. Er war u. a. Schüler von Karl Rahner und studierte bei Martin Heidegger, mit dessen Philosophie er sich schon sein ganzes Leben lang beschäftigt. Seit 1983 war er mehrfach zu Forschungsaufenthalten und Gastprofessuren in Pittsburgh, Harvard und Princeton. 2001 wurde er in München emeritiert. 2016 erhielt er ein Ehrendoktorat der Hochschule für Philosophie München. Er starb im Juli 2024 in Augsburg.

## Werke
- Analogie und Geschichtlichkeit. Philosophiegeschichtlich-kritischer Versuch über das Grundproblem der Metaphysik. Herder Verlag, Freiburg im Breisgau 1969, DNB 457863137.
- Darstellung, Methode und Struktur. Untersuchungen zur Einheit der systematischen Philosophie G .W. F. Hegels. Bouvier Verlag, Bonn 1973, ISBN 978-3-416-00856-3.
- Wahrheitstheorien in der neueren Philosophie. Eine kritisch-systematische Darstellung. Wissenschaftliche Buchgesellschaft, Darmstadt 1978, ISBN 3-534-07258-8. 3. Auflage 1993.
- (Herausgeber, Einleitung) Der Wahrheitsbegriff. Neue Erklärungsversuche. Wissenschaftliche Buchgesellschaft, Darmstadt 1987, ISBN 3-534-02134-7.
- Grundlagen einer Theorie der Wahrheit. W. de Gruyter, Berlin/New York 1990, ISBN 3-11-012079-8.
- Struktur und Sein. Ein Theorierahmen für eine systematische Philosophie. Mohr Siebeck Verlag, Tübingen 2006, ISBN 3-16-148963-2.
- Sein und Gott. Ein systematischer Ansatz in Auseinandersetzung mit M. Heidegger, E. Levinas und J.-L. Marion. Mohr Siebeck Verlag, Tübingen 2010, ISBN 978-3-16-150146-3.
- zusammen mit Emmanuel Tourpe: Philosophie als systematischer Diskurs. Dialoge über die Grundlagen einer Theorie der Seienden, des Seins und des Absoluten. Verlag Karl Alber (Herder), Freiburg i. Br. 2014, ISBN 978-3-495-48667-2.
- Sein und Nichts: Das ursprüngliche Thema der Philosophie. Mohr Siebeck, Tübingen 2022, ISBN 978-3-16-161132-2.